# Igreja de Nossa Senhora do Rosário (Velha Goa)

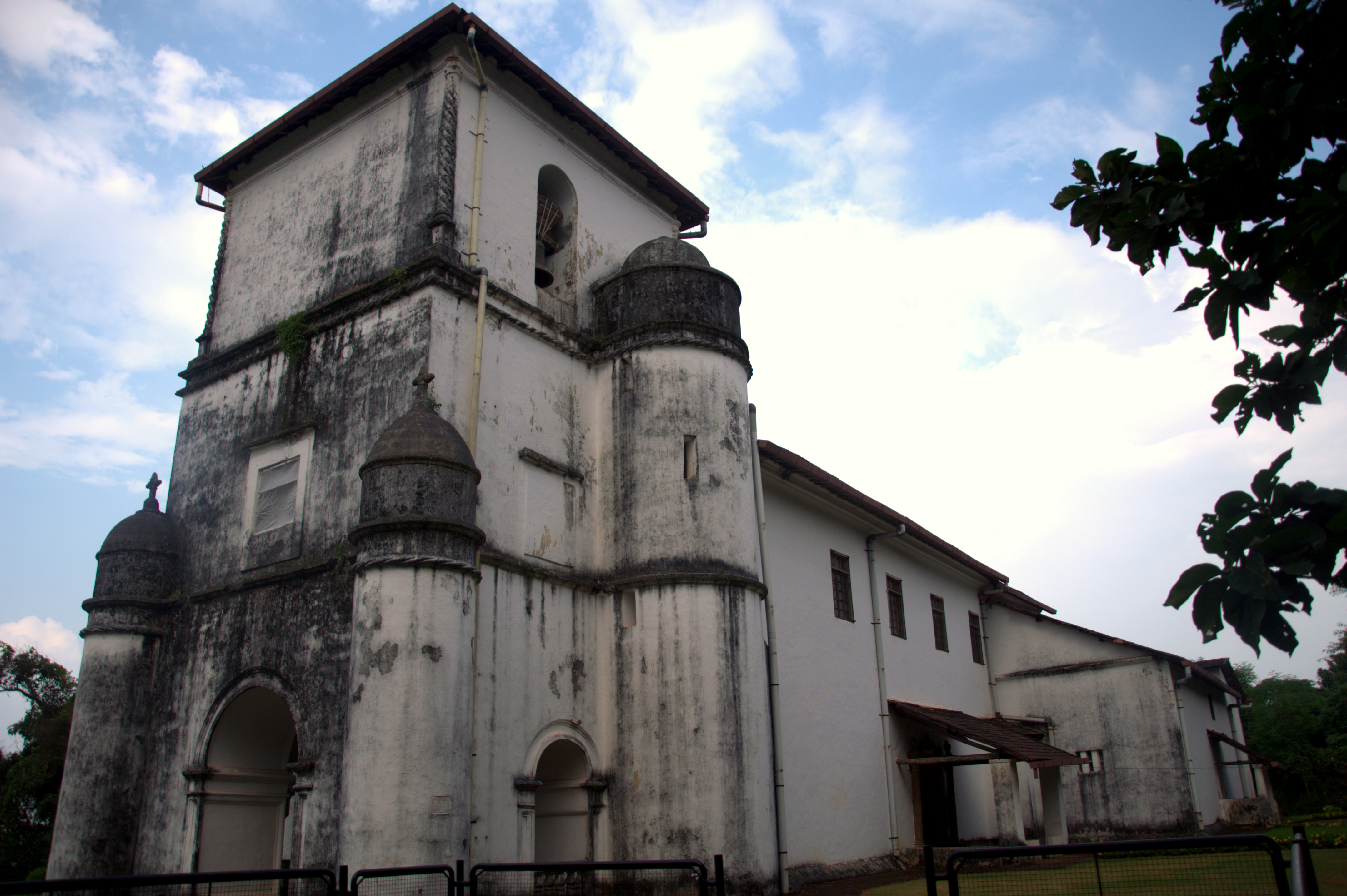
Igreja de Nossa Senhora do Rosário in Velha Goa

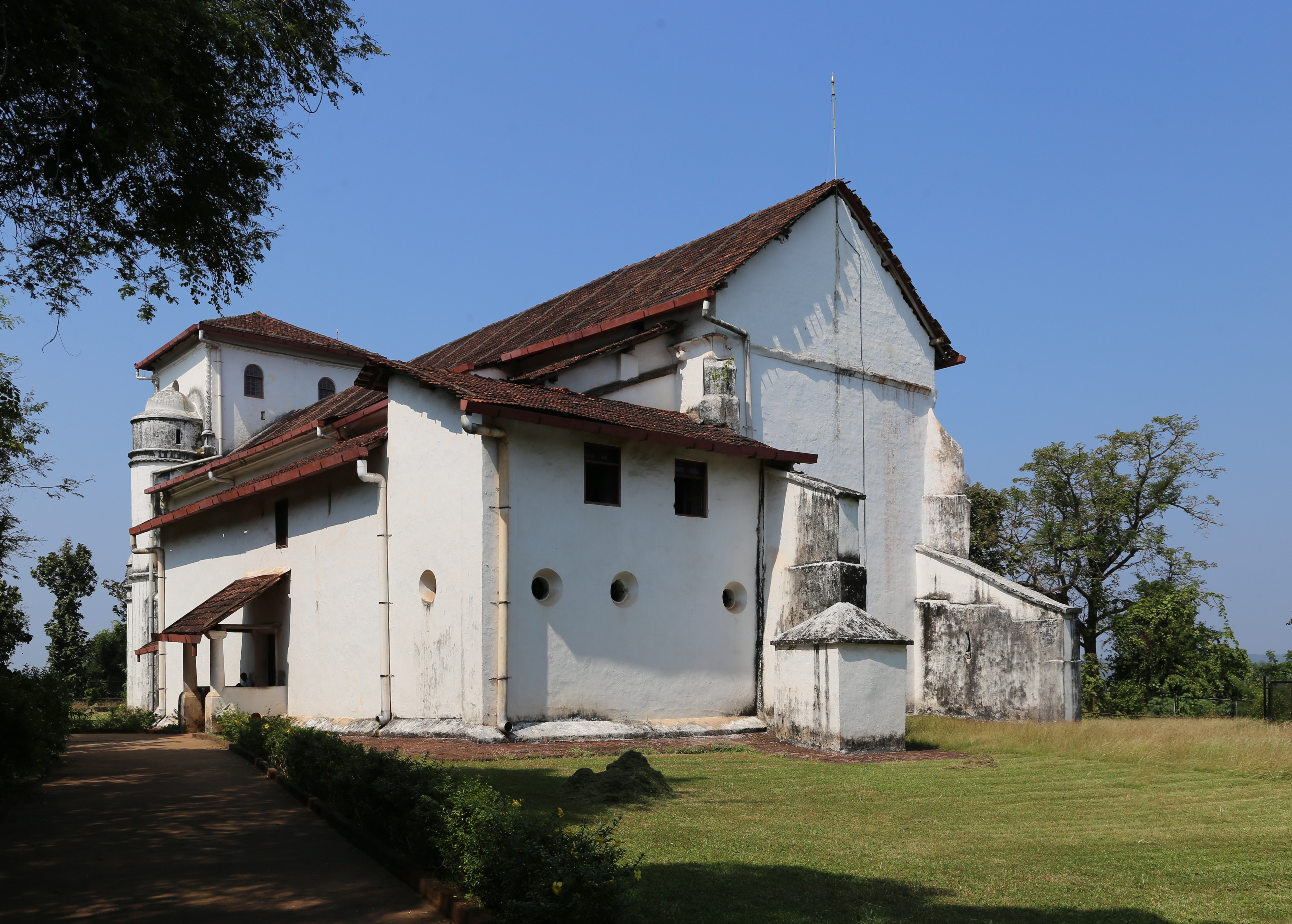
Rückseite der Kirche

Die Igreja de Nossa Senhora do Rosário, deutsch Kirche Unserer Lieben Frau vom Rosenkranz, ist eine römisch-katholische Kirche in der indischen Stadt Velha Goa. Die Anlage, in ihrer heutigen Form um 1549 errichtet, ist Teil des UNESCO-Weltkulturerbe-Ensembles „Kirchen und Klöster von Goa“ (s. Welterbe in Indien).

## Geschichte
Der Legende nach soll eine kleine Kapelle zu Ehren Unserer Lieben von Frau vom Rosenkranz auf Anweisung von Afonso de Albuquerque errichtet worden sein, nachdem er die Nachricht erhalten hatte, dass Goa 1510 von den Portugiesen eingenommen worden war. Diese kleine Kapelle soll, laut Gaspar Correia, vom Baumeister Antão Nogueira de Brito auf dem Monte Santo (Heiligen Berg) in Goa entworfen und gebaut worden sein.
Gut 30 Jahre später lebten bereits zahlreiche Menschen am Monte Santo, sodass die portugiesischen Herrscher die Notwendigkeit erkannten, eine eigene Pfarrgemeinde mit einer eigenen Kirche zu errichten. Zum Bau der Kirche selbst gibt es kaum Informationen, er soll jedoch 1543 begonnen worden sein – gemeinsam mit der Igreja de Nossa Senhora da Luz und der Capela de Santa Cantarina. Damit besaß Goa, die Hauptstadt der portugiesischen Kolonie, drei Pfarrgemeinden mit drei Kirchen. Ein Brief der Gemeinde an den portugiesischen König João III. aus dem Jahr 1548 soll belegen, dass die Kirche aus der Erweiterung der ursprünglichen Kapelle entstand, ein weiterer Brief aus dem Jahr 1549 wiederum, dass die Kirche „komplett neu gebaut“ worden sei.
Aufgrund ihrer Lage – sie befindet sich relativ weit außerhalb des ursprünglichen Stadtkerns von Velha Goa – wurde die Kirche seit ihrem Bau de facto nicht mehr verändert. Im Zuge der Verlegung der Hauptstadt von (Alt-)Goa nach (Neu-)Goa (heute Panaji) verlor die Kirche jedoch an Bedeutung. 1897/1899 soll sie renoviert worden sein.
1986 ernannte die UNESCO die Kirche als Teil des Ensembles „Klöster und Kirchen von Goa“ zum Weltkulturerbe. In der portugiesischen Denkmaldatenbank Sistema de Informação para o Património Arquitectónico, die auch Denkmale ehemaliger portugiesischer Kolonien umfasst, ist die Kirche mit der Nummer 11444 eingetragen. In der Datenbank des Archaeological Survey of India ist sie mit der Nummer N-GA-6 eingetragen.

## Architektur

### Äußeres Erscheinungsbild

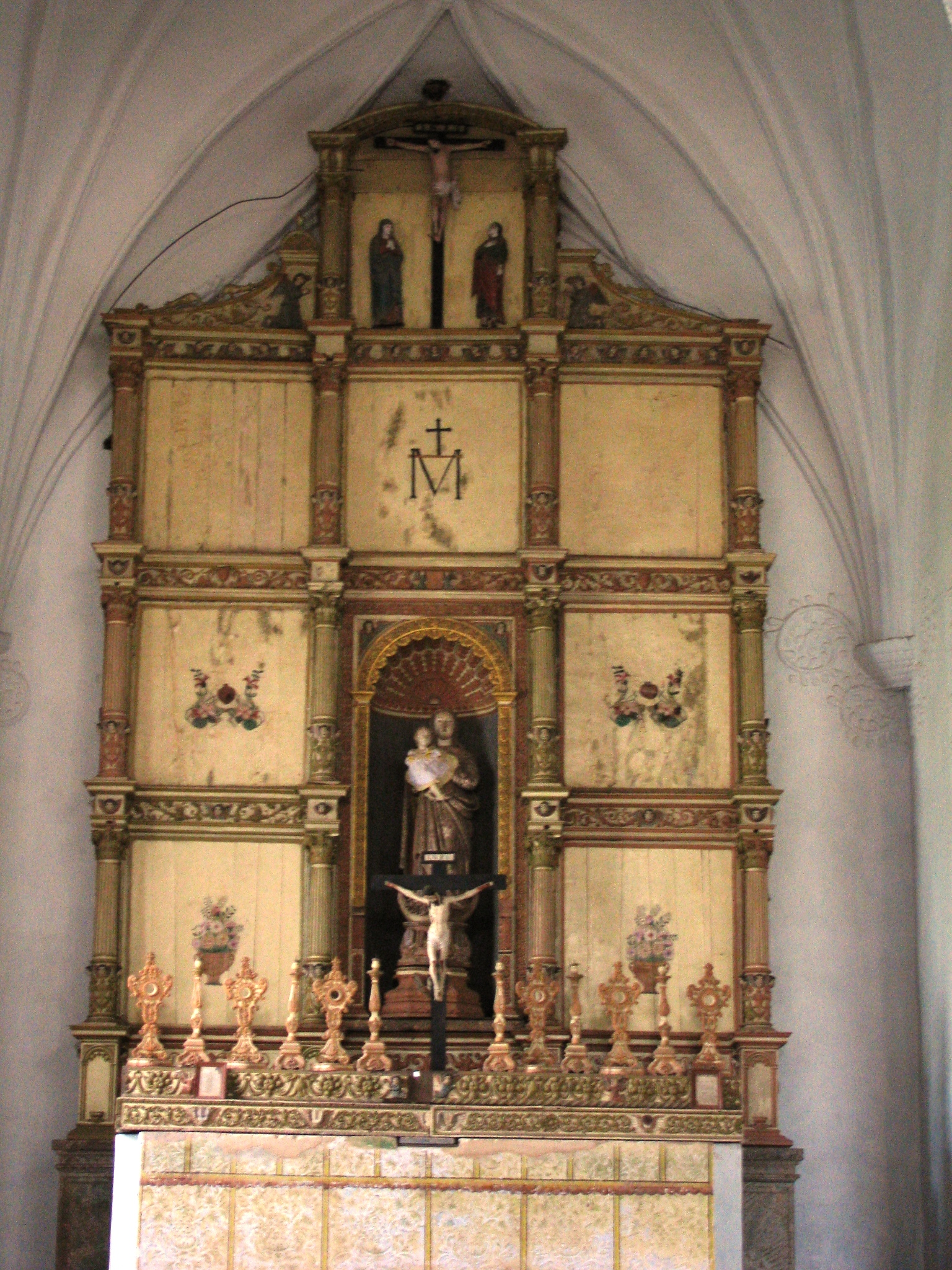
Hauptaltar der Kirche zu Ehren Unserer Lieben Frau vom Rosenkranz

Die Fassade der Kirche besitzt drei Stockwerke mit zylindrischen Strebewerken sowie mehreren ebenfalls zylindrischen Türmen. Die Türme rahmen das Eingangsportal ein und geben damit der Kirche einen Festungscharakter. Zudem sind leichte manuelinische Gestaltungselemente an der Fassade zu erkennen, große Kordeln befinden sich am Gesims sowie den einzelnen Türmen. Der südliche Turm besitzt eine Wendeltreppe, um zum Lettner zu gelangen.
Für eine sehr früh erbaute portugiesische Kirche, die zudem weit von der Metropole entfernt war, besitzt die Kirche eine außergewöhnlich großzügige Ausgestaltung. Dennoch bildet sie, obwohl sie innerhalb eines Jahrzehnts erbaut worden sein muss, keine stilistische Einheit: Sowohl am Narthex wie an der nördlichen Fassade befinden sich Türrahmen, die bereits Aspekte der Renaissance erkennen lassen, vergleichbar mit der Igreja de Nossa Senhora da Graça in Évora (Portugal). Die manuelinischen Fassadenelemente kontrastieren dies.
Die Igreja de Nossa Senhora do Rosário gilt als das älteste erhaltene Gebäude in Velha Goa. Auch gilt sie als das einzige Bauwerk, das noch (hauptsächlich) über mittelalterliche Bau- und Architekturelemente verfügt. Die Kirche ist damit ein Zeugnis der früheren Christianisierung Goas und ist vermutlich nur deshalb erhalten, weil sie sich weit außerhalb der eigentlichen Stadt befand (und befindet), sodass sie den Modernisierungsmaßnahmen der Portugiesen entging. Andere Gebäude aus vergleichbarer Zeit sind teils massiv überbaut und überformt worden.

### Innenraum

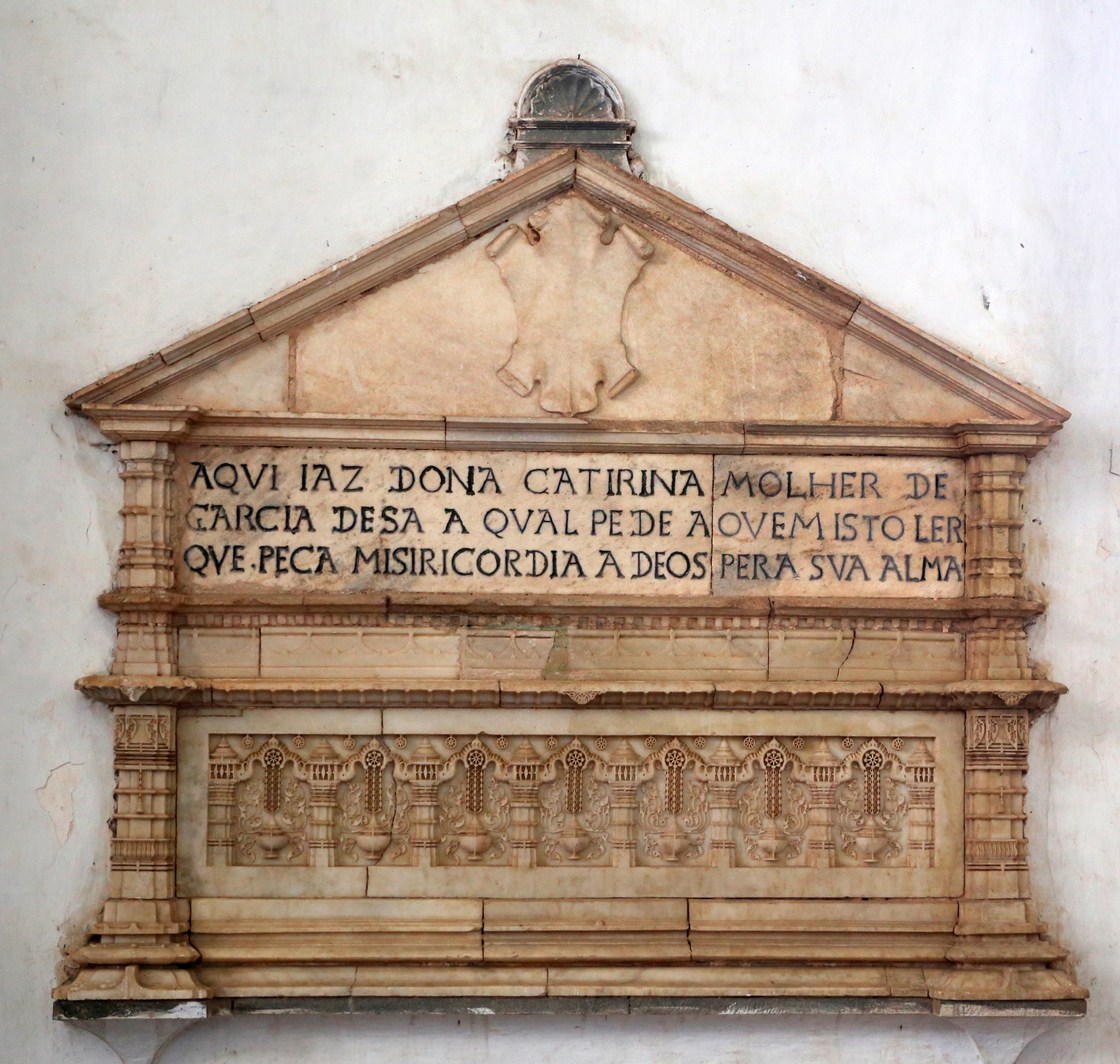
Inschrift zum Gedenken an Dona Catarina, Gattin des Kolonialgouverneurs Garcia de Sá

Die Kirche besteht aus nur einem Kirchenschiff mit einem Hauptaltar sowie zwei Seitenkapellen. Das Kirchenschiff besitzt heute ein teils offenes Dach, nachdem Teile 1897 eingestürzt sein sollen. Die Seitenkapellen sowie der Altar sind durch Blattader-Gewölbe in Sternenform ausgestaltet.
Der Hauptaltar ist Unserer Lieben Frau vom Rosenkranz gewidmet. Während das Gewölbe der Apsis dem gotischen Stil entspricht, ist der Hauptraum der Kirche weitestgehend manuelinischem Stil entsprechend gestaltet. In der Apsis befindet sich zudem eine Grabtafel mit der Aufschrift Aqui jaz Dona Catarina, mulher de Garcia de Sá, a qual pede a quem isto ler que peça misericórida a Deus para sua alma („Hier ruht Dona Catarina, Gattin von Garcia de Sá, für die jeder, der dies liest, bei Gott um Barmherzigkeit für ihre Seele beten möge“). Unterhalb der Apsis ist wiederum Garcia de Sá (gestorben 1549) begraben, Kolonialgouverneur von Portugiesisch-Indien.